# John Miles (racerförare)
John Miles, född 14 juni 1943 i London, död 8 april 2018 i Norwich i Norfolk, var en brittisk racerförare, son till skådespelaren Sir Bernard Miles.

## Racingkarriär
Miles tävlade i formel 1 för Lotus säsongerna 1969 och 1970. Han kom som bästa femma i Sydafrika 1970.
Miles var en ingenjörsstudent som började tävla i sportvagnsracing för Lotus och i mitten av 1960-talet i formel 3. Säsongen 1969 blev han tredjeförare för formel 1-stallet Lotus med Graham Hill och Jochen Rindt som stallkamrater. Miles var även testförare vid utvecklingen av den fyrhjulsdrivna bilen Lotus 63. 
Efter att Hill allvarligt skadat benen i slutet av säsongen i USA 1969 blev Miles stallets andreförare medan Hill flyttade till R R C Walker. Inför säsongen 1970 deltog Miles även i utvecklingen av Jochen Rindts vinnarbil Lotus 72. Rindt drabbades senare av ett upphängningsfel med en fatal olycka som följd och omkom under loppet i Italien 1970. Rindts död, och Bruce McLarens och Piers Courages död i juni, gjorde Miles så upprörd att han blev osams med stallchefen Colin Chapman och fick sparken efter ett par veckor.
Miles körde sedan två grand prix-lopp utanför mästerskapet för BRM 1971 och körde därefter sportvagnsracing igen innan han slutade tävla. Han blev istället en framgångsrik motorjournalist och testade nya bilmodeller. Säsongen 1992 återvände han till Lotus som raceingenjör och fortsatte som sådan tills stallet lades ner i början av 1995.

## F1-karriär
| Säsong | Stall/Tillverkare | Poäng | Placering |
| ------ | ----------------- | ----- | --------- |
| 1969   | Lotus-Ford        | 0     | –         |
| 1970   | Lotus-Ford        | 2     | 19        |